# Val de Ruz

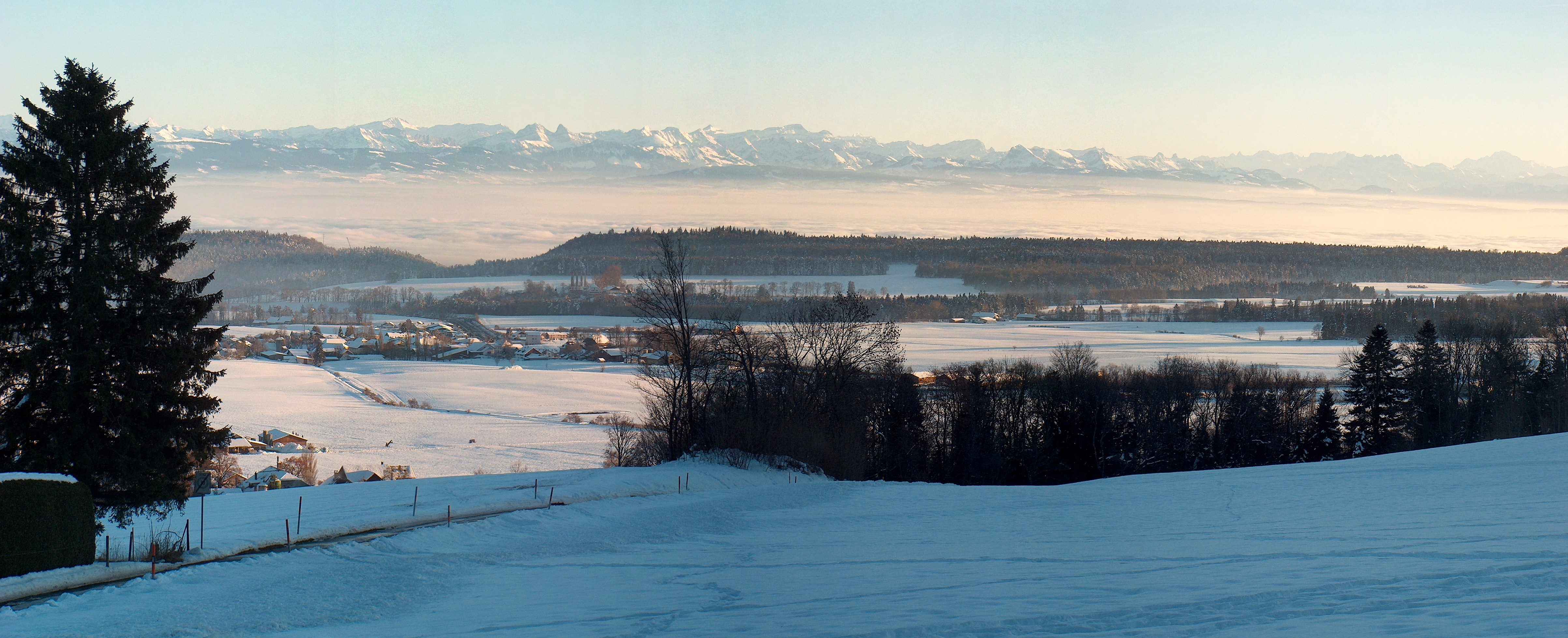
Hochtal des Val de Ruz, mit Blick auf die Alpen.

Das Val de Ruz, deutsch veraltet Rudolfstal, ist ein Hochtal im Neuenburger Jura in der Schweiz. Es liegt zwischen Neuenburg und La Chaux-de-Fonds und wird vom Seyon nach Süden zum Neuenburgersee entwässert. Die Talschaft, die eine Fläche von etwa 45 km² umfasst, nimmt einen Grossteil des gleichnamigen ehemaligen Bezirks Val-de-Ruz im Kanton Neuenburg ein. Die Bewohner des Val-de-Ruz nennt man les Vaudruziens.

## Geographie
Das Val de Ruz zeigt einen rhombischen Grundriss und erstreckt sich rund 13 km in Richtung Südwest-Nordost; die maximale Breite beträgt 4,5 km. Im zentralen Bereich liegt der Talboden im Mittel auf 720 m ü. M., gegen Nordwesten steigt er aber kontinuierlich bis 900 m ü. M. an. Das Tal reicht von Montmollin im Südwesten bis nach Villiers im äussersten Nordosten. Die Mulde von Le Pâquier ist zwar durch die Klus von Chenau direkt mit dem Val de Ruz verbunden, zählt aber nicht mehr zur Talschaft des Val de Ruz im engeren Sinne.
Wichtigstes Fliessgewässer des Val de Ruz ist der Seyon, der bei Villiers entspringt und dann durch den südöstlichen Abschnitt des Talbeckens verläuft, bevor er das Tal bei Valangin durch die Gorges du Seyon verlässt. Auf seinem Weg durch das Val de Ruz senkt er sich allmählich in die tertiären Ablagerungen ein, so dass er bereits oberhalb von Valangin in einem rund 50 m in die Mulde eingetieften Tal fliesst. Von den nordwestlichen Talflanken des Val de Ruz erhält der Seyon Zufluss durch mehrere kurze Seitenbäche.
Begrenzt wird das Val de Ruz auf seiner Südostseite durch die Höhe von Serroue (mit 843 m ü. M. nur geringfügig höher als das Talbecken) und durch den Chaumont (bis 1180 m ü. M.). Im Nordwesten des Tales verläuft die Jurakette von Mont Racine (1439 m ü. M.), Tête de Ran (1422 m ü. M.) und Mont d’Amin (1417 m ü. M.).

## Geologie
Geologisch gesehen bildet das Val de Ruz eine breite Synklinale im Faltenjura zwischen den Antiklinalen von Chaumont und Tête de Ran. Die tieferen Lagen des Talbeckens sind mit tertiären Sandstein- und Mergelschichten angefüllt, welche überwiegend von Norden aus der Region der Vogesen hierher verfrachtet wurden. Darüber legten sich quartäre Ablagerungen sowohl glazialen als auch fluvialen Ursprungs. In den höheren Lagen, insbesondere im nordwestlichen Abschnitt der Mulde, sind Kalksteine aus der Kreidezeit anstehend, während an den bewaldeten Hängen Kalkschichten aus der oberen Jurazeit (Malm) zutage treten.

## Bevölkerung
Das Val de Ruz zählt rund 18'000 Einwohner (Stand Ende 2023). Bis 2012 setzte sich die Talschaft aus 15 Gemeinden zusammen, die mit Ausnahme von Valangin auf den 1. Januar 2013 zur Gemeinde Val-de-Ruz fusionierten. Grösste Ortschaft und Sitz der Gemeindeverwaltung ist Cernier. Valangin am untersten Ende des Tales schloss sich der Stadt Neuenburg an.

## Wirtschaft
Schon früh wurden fast das gesamte Val de Ruz gerodet, die moorigen Niederungen drainiert und in Kulturland umgewandelt. Auf den umgebenden Jurahöhen wurden Sömmerungsweiden eingerichtet. Mit Ausnahme von Valangin und Engollon hat heute noch jede Gemeinde Anteil an den ausgedehnten Hochweiden auf der Tête-de-Ran-Kette oder auf dem Chaumont. Neben der Landwirtschaft war die Herstellung von Holz- und Tuchwaren sowie die Hutmacherei von Bedeutung.
Heute werden die fruchtbaren Böden im Talbecken landwirtschaftlich intensiv genutzt. Agrarisch geprägt blieben die Dörfer in der Mitte und im Südosten des Val de Ruz. Eine Industrialisierung fand in den Ortschaften Fontainemelon, Cernier und Chézard-Saint-Martin am Nordwestrand des Tales statt, deren Siedlungsgebiet mittlerweile zusammengewachsen ist. Zu den wichtigen im Val de Ruz vertretenen Industriebranchen zählen heute die Feinmechanik, der Maschinenbau, die elektronische Industrie, die Herstellung von Möbeln und das Baugewerbe. Die einst bedeutende Uhrenindustrie spielt nur noch eine marginale Rolle.
In den letzten Jahrzehnten haben sich die Dörfer des Val de Ruz dank ihrer schönen, sonnigen Lage immer mehr zu Wohngemeinden entwickelt. Zahlreiche Erwerbstätige sind Wegpendler, die besonders im Raum Neuenburg ihrer Arbeit nachgehen.

## Verkehr
Die Talschaft ist verkehrstechnisch gut erschlossen. Quer durch das Val de Ruz führt die H 20, eine Ende 1994 eröffnete und bis Les Hauts-Geneveys vierspurig ausgebaute Schnellstrasse, welche die beiden Städte Neuenburg und La Chaux-de-Fonds verbindet (Tunnel unter der Vue des Alpes). Mehr oder weniger parallel dazu verläuft die alte Hauptstrasse über die Passhöhe der Vue des Alpes.
Seit dem 15. Juli 1860 ist die Eisenbahnstrecke von Neuenburg nach La Chaux-de-Fonds, auf der die Züge im Bahnhof Chambrélien wenden müssen, durchgehend in Betrieb. Sie bedient die Orte Les Geneveys-sur-Coffrane und Les Hauts-Geneveys, bevor sie die Vue des Alpes ebenfalls mit einem Tunnel unterquert. Von 1874 bis 1895 bestand zudem eine direkte Verbindung von dieser Linie aus durch das Tal von Les Convers bei Renan zur Bahnlinie im Tal von St-Imier.
Von 1903 bis 1948 war Les Hauts-Geneveys Ausgangspunkt der Strassenbahn Les Hauts-Geneveys–Villiers, welche auch die Orte Fontainemelon, Cernier, Chézard-Saint-Martin, Dombresson und Villiers an das Netz des öffentlichen Verkehrs anband. Sie wurde durch den Trolleybus Val de Ruz ersetzt, der seinerseits 1984 von Autobussen abgelöst wurde. Diese sorgen bis heute für die Feinverteilung im öffentlichen Verkehr. Das heutige Verkehrsunternehmen ist die transN.

## Geschichte
Als früheste Zeugnisse der Anwesenheit von Menschen im Val de Ruz gelten ein bronzezeitlicher Siedlungsplatz bei Fontaines und ein Tumulus aus der Eisenzeit bei Coffrane. Während der Römerzeit führte ein Verkehrsweg vom Val de Travers herkommend über Montmollin und La Jonchère nach Villiers und weiter ins Vallon de Saint-Imier. Ob der alte Verkehrsweg von Neuenburg via Fenin nach Villiers ebenfalls bereits in römischer Zeit angelegt wurde, ist nicht eindeutig geklärt. Jedenfalls gab es zu dieser Zeit verschiedene Siedlungsplätze im Val de Ruz. Bei Dombresson wurde 1824 ein bedeutender Münzschatz gefunden; die Münzen wurden in der Zeit vom 2. Jahrhundert vor Christus bis 55 nach Christus geprägt.
Erstmals urkundlich belegt ist im Jahre 998 die Existenz der Pfarrei Saint-Martin ès épines (heute Chézard-Saint-Martin), die zum Besitz des Priorats Bevaix gehörte. Richtig erschlossen wurde die Talschaft wohl erst im 12. Jahrhundert, als die Herren von Valangin auf einem Hügel am oberen Eingang in die Gorges de Seyon ihre Burg gründeten und das Talbecken systematisch roden liessen. So kamen zahlreiche Siedler in das Val de Ruz. Im Zuge der ersten Landnahme entstanden Dörfer vorwiegend in der Mitte des Beckens (Coffrane, Boudevilliers, Fontaines, Engollon, Savagnier). Weitere Kolonisten kamen im 13. und 14. Jahrhundert in das Val de Ruz. Sie gründeten neue Siedlungen am nordwestlichen Rand des Beckens, nämlich Les Geneveys-sur-Coffrane, Les Hauts-Geneveys, Fontainemelon und Cernier.
Das Val de Ruz wird im 13. Jahrhundert erstmals unter dem Namen Vaul de Ruil erwähnt. Später erschienen die Bezeichnungen Vallem Rodolii und Vallis Rodulfi (1317) sowie Vaux de Roul (1512). Aus dem Jahre 1386 ist auch der deutsche Name Rudolfsthal überliefert.
Seit Beginn des 13. Jahrhunderts gehörte das gesamte Val de Ruz zum Gebiet der Herrschaft Valangin. Bald kam es jedoch zu Streitigkeiten zwischen den Herren von Valangin und dem Grafen von Neuenburg. Erstere wollten ihre Unabhängigkeit gegenüber Neuenburg wahren und begaben sich deshalb unter die Obhut des Bischofs von Basel. In der Schlacht bei Coffrane errang Rudolf von Neuenburg 1296 einen Sieg gegen Valangin. Weil der Bischof von Basel danach versuchte, die Herrschaft Valangin an sich zu bringen, zerstörte Rudolf von Neuenburg auch den Flecken La Bonneville.
In der Folgezeit stand das Val de Ruz teils unter der Oberhoheit der Grafen von Neuenburg, teils unter derjenigen der Grafen von Montbéliard, bis es 1592 endgültig an Neuenburg kam. 1536 schlossen sich die Bewohner des Val de Ruz der Reformation an. Im weiteren Verlauf teilte das Val de Ruz die Geschicke des Hoheitsgebietes und ab 1815 schweizerischen Kantons Neuenburg.
Zu Beginn des 19. Jahrhunderts erfolgte eine rasche Industrialisierung, insbesondere in den Dörfern am Nordwestrand des Val de Ruz. Grosse Bedeutung in der Wirtschaftsstruktur des Tales erlangten die Uhrenindustrie, die Möbelherstellung und die Textilindustrie.

## Sehenswürdigkeiten
Zu den Sehenswürdigkeiten des Val de Ruz zählen:
- Schloss (mit Museum) und Städtchen Valangin
- alte Dorfkirchen in Valangin, Fenin, Engollon, Fontaines, Savagnier und Dombresson
- Moulin de Bayerel (Mühle) am Seyon
- die Naturlandschaft der Jurahöhen, welche das Talbecken umgeben